# Patrick Möschl
Patrick Möschl, född 6 mars 1993 i Saalfelden am Steinernen Meer, är en österrikisk fotbollsspelare (mittfältare) som bland annat spelat i klubben SV Ried.